# Caja de Tortuguero

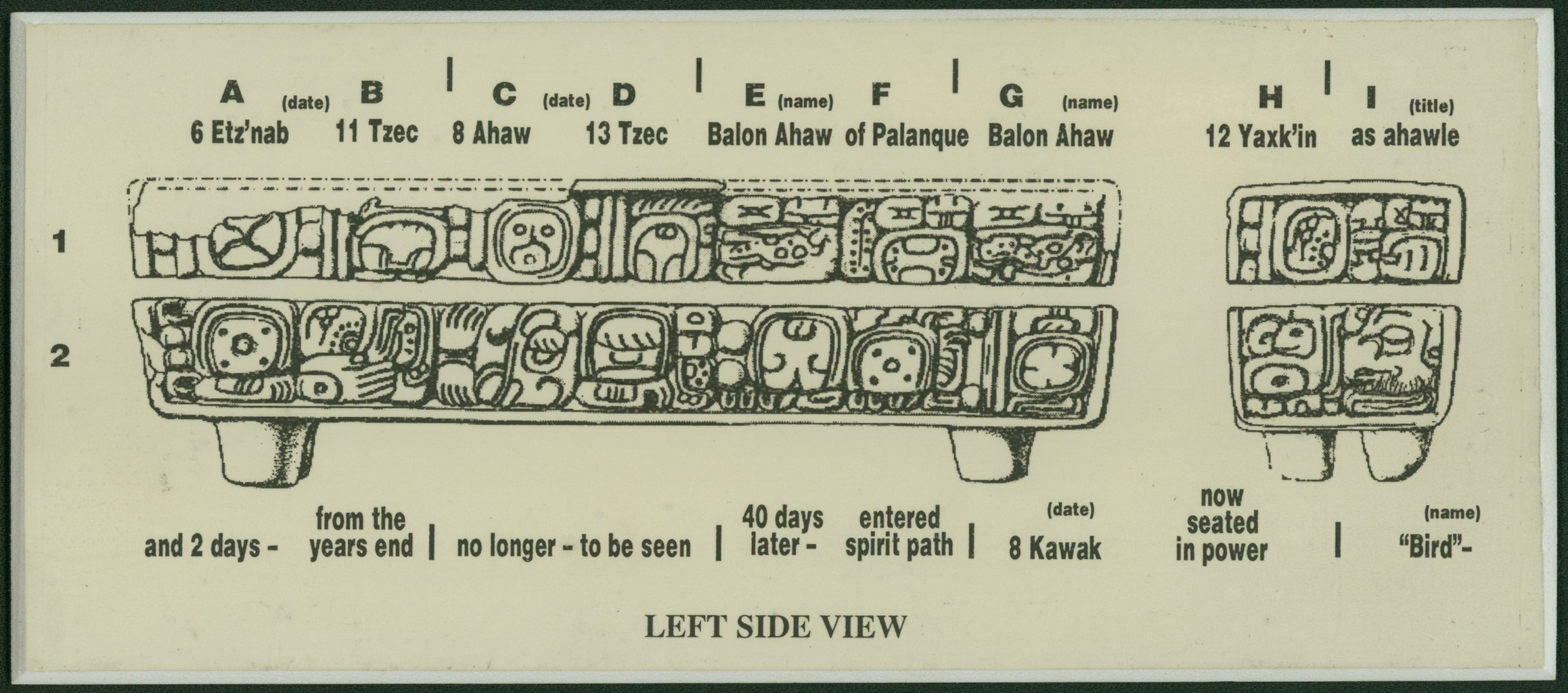
Uno de los laterales de la caja de Tortuguero.

La llamada Caja de Tortuguero es una caja de ofrendas diminuta, uno de los pocos objetos personales mayas hechos de madera que han sobrevivido, encontrado en el sitio arqueológico de Tortuguero, localizado en el municipio de Macuspana, en el estado mexicano de Tabasco. El objeto fue documentado en 1974.

## Descripción
El retrato de cuerpo entero de un señor maya se encuentra en la cubierta de la caja, en la que se hallan inscritos 44 jeroglíficos en escritura maya, que cuentan la historia del propietario del objeto, lo que ofrece información importante acerca del sistema social maya. La caja está realizada en madera, probablemente de Manilkara zapota. El pequeño recipiente, de forma rectangular, tiene unas dimensiones de  15,3 cm de largo, 3,54 cm de ancho y 4,37 cm de alto. El texto incluye la fecha en la que se elaboró la caja, el 14 de octubre de 681, y se refiere a ella como yotoot mayij, o "contenedor de ofrendas".